# Muro (Láncara)
Muro (llamada oficialmente San Xoán de Muro) es una parroquia española del municipio de Láncara, en la provincia de Lugo, Galicia.

## Organización territorial
La parroquia está formada por trece entidades de población, constando once de ellas en el nomenclátor del Instituto Nacional de Estadística español:
- Agriña (A Agriña)
- Airexe (A Eirexe)
- Casal de Vito
- Mato (O Mato)
- Montixo
- Outeiro
- Pando
- Poidiña (A Puidiña)
- Quintás (As Quintás)
- Sambreixo
- Souto
- Teixeiro
- Vizcaya (A Bizcaia)(A Vizcaia)*

## Demografía
| Gráfica de evolución demográfica de Muro entre 2000 y 2020 |
|                                                            |
| Datos según el nomenclátor publicado por el INE.           |